# 馮定 (景泰進士)
馮定（1437年—？），字士定，直隸吳縣人，錦衣衛軍匠籍，明朝政治人物。進士出身。

## 生平
順天府鄉試第二百十一名。景泰五年（1454年）甲戌科會試第二十二名，殿試登進士第三甲第九十名。

## 家族
曾祖馮福慶。祖父馮谷華。父亲馮應禎。